# 多毛蓝花黄芩
多毛蓝花黄芩（学名：Scutellaria formosana var. pubescens）为唇形科黄芩属下的一个变种。

## 扩展阅读
- 維基物種上的相關：多毛蓝花黄芩